# Анна Мария Саксонская
Принцесса Анна Мария Саксонская (нем. Anna Maria von Sachsen; 4 января 1836, Дрезден — 10 февраля 1859, Неаполь) — саксонская принцесса из династии Веттинов, дочь короля Саксонии Иоганна I и баварской принцессы Амалии Августы, жена австрийского эрцгерцога и наследника Великого герцогства Тосканского Фердинанда.

## Биография
Анна родилась 4 января 1836 года в Дрездене. Она была седьмым ребёнком и четвёртой дочерью в семье саксонского кронпринца Иоганна и его жены Амалии Августы Баварской. Девочка имела троих старших братьев: Альберта, Фридрих Августа и Георга и трех сестер: Марию Августу, Елизавету и Марию Сидонию. Впоследствии родились младшие сёстры Маргарита и София.
Дядя Анны Фридрих Август II умер в 1854 году и королём Саксонии стал отец девочки Иоганн. В этом же году она познакомилась с Фердинандом Тосканским, сыном Леопольда II, который был хорошим другом отца Анны.
24 ноября 1856 года, через три недели после свадьбы младшей сестры Маргариты, в Дрездене Анна вышла замуж за Фердинанда. Невесте было 20, жениху — 21. По этому поводу Анна была награждена орденом Звездного креста. В начале 1858 года она родила дочь:
- Мария Антуанетта (1858—1883)

Девочка имела слабое здоровье, поэтому стала аббатисой Терезианский института шляхтянок в Градчанах. Умерла от туберкулеза в возрасте 25 лет. В XX веке появились слухи о её бракосочетании в 1880 году с наследником австро-венгерского престола Рудольфом и даже рождение сына. Однако, документально это не подтверждено.
Вскоре Анна снова забеременела. Но зимой, во время поездки в Неаполь, заболела брюшным тифом и у неё случился выкидыш. От осложнений принцесса умерла через несколько дней. 17 марта 1859 года её с почестями похоронили в базилике Святого Лоренцо во Флоренции. В церкви святой Клары в Неаполе, рядом с захоронениями Бурбон-Сицилийских принцев, был возведен кенотаф.
В апреле из-за народного восстания герцогская семья была вынуждена покинуть Флоренцию.
В июле Леопольд II отрекся от престола, и новым правителем Тосканы стал Фердинанд. Однако его правление было исключительно номинальным, поскольку вернуться в страну он не мог. Избранное Народное собрание официально отстранило великого герцога от власти 16 августа 1859 года, а 22 марта 1860 года Сардинское королевство присоединило Тоскану к своим владениям. Всю свою дальнейшую жизнь Фердинанд провел в Австрии, поселившись в Зальцбурге . Через девять лет после смерти первой жены, он вторично женился на принцессе Алисе Бурбон-Пармской, которая также после революции 1859 года оказалась в изгнании.